# Koninkrijk Champasak
Het koninkrijk Champasak is een oud koninkrijk in het zuiden van Laos. Het besloeg ongeveer het zuidelijk deel van Laos (rondom de provincie Champassak), de noordelijke provincies van Cambodja en het oostelijk gedeelte van Noordoost-Thailand.
Het koninkrijk zou gesticht zijn in het jaar 161 onder de naam Nakhon Kala Champaknaburisi. Later heeft het deel uitgemaakt van onder andere Chenla, het Khmer-rijk en Lan Xang. 
Nadat het even onderdeel had uitgemaakt van het koninkrijk Vientiane, werd het in 1713 opnieuw onafhankelijk, dit keer onder de naam Nakhon Champa Nakhaburisi. De eerste koning was Soi Sisamut, een zoon van prinses Sumangala Kumari, een dochter van koning Sulinya Vongsa, de 28e koning van Lan Xang. In 1791 veranderde de naam in Nakhon Champasak. 
Champasak lag tussen Vietnam en Siam en was dan ook regelmatig een speelbal van beide partijen. Champasak werd vaak door Siam bezet: in 1811 - 1813, 1819 - 1821, 1851 - 1856 en 1860 - 1863. Op 22 november 1904 werd het een prinsdom onder Franse bescherming. Op 15 september 1945 werd Champasak definitief bij Laos gevoegd en op 27 augustus 1946 werd het prinsdom afgeschaft.